# Silas Kpanan'Ayoung Siakor
Silas Kpanan'Ayoung Siakor é um ambientalista liberiano. Ele recebeu o Prémio Ambiental Goldman em 2006 por ter revelado a extração ilegal de madeira na Libéria e a sua conexão com a guerra civil, levando a sanções de exportação do Conselho de Segurança das Nações Unidas.
Silas Siakor foi destaque no filme Silas de 2017, dirigido por Anjali Nayar e Hawa Essuman.